# José Alberto Medrano
José Alberto Medrano (San Salvador, El Salvador;  2 de noviembre de 1917 - San Salvador, El Salvador; 23 de marzo de 1985) fue un general salvadoreño. 

## Biografía
Medrano nació el 2 de noviembre de 1917 en San Salvador, El Salvador. Fue hijo de Francisco Martínez Manzano y Olivia Medrano y se casó con Marta Ruth Nuila el 10 de abril de 1946.
Medrano fue jefe de la Guardia Nacional. Es considerado como héroe de la Guerra del Fútbol con Honduras (1969). También fundó en los sesenta la Agencia de Seguridad Nacional de El Salvador (ANSESAL) y la Organización Democrática Nacionalista (ORDEN) con el apoyo de Estados Unidos. Fue considerado por ello como el padre de los escuadrones de la muerte en ese país. Medrano también estuvo al servicio de la CIA. Finalmente también fue mentor del mayor Roberto d'Aubuisson.
En 1972 se postularía como candidato a la presidencia de la república por medio de su partido político Frente Unido Democrático Independiente (FUDI) lo cual terminaría en el último lugar del escaño electoral. 
Medrano murió asesinado durante la guerra civil de El Salvador el 23 de marzo de 1985, en San Salvador, El Salvador. Se sospecha que fue obra de guerrilleros izquierdistas.